# Shijimia
Shijimia is een geslacht van vlinders uit de familie van de Lycaenidae, de kleine pages, vuurvlinders en blauwtjes. De wetenschappelijke naam en de beschrijving van dit geslacht werden voor het eerst in 1919 gepubliceerd door Shōnen Matsumura.
Dit geslacht is monotypisch, dat wil zeggen dat het maar één soort heeft namelijk Shijimia moorei (Leech, 1889).